# Ризенко, Василий Павлович
Василий Павлович Ризенко (1784/1785 — 1827) — русский врач, акушер, ординарный профессор Московского университета.

## Биография
Происходил из дворян. Отец его был ратсгером Киевского Магистрата. Первоначальное образование Василий Ризенко получил в Киевской духовной академии, где проявил большую склонность к поэзии, напечатав свои стихотворения, написанные в честь митрополита Иерофея, в одном из Академических сборников.
В 1800 году поступил в московскую университетскую гимназию. Через год, 30 августа 1801 года был переведён студентом на врачебное отделение Московского университета; он давно увлекался медициной и для этого, главным образом, приехал в Москву. Занятия его шли очень успешно и 30 августа 1803 года, за лучшее сочинение об электричестве, Ризенко был награждён серебряной медалью, а в 1805 году, за сочинение: «De structura oculi et visu», получил золотую медаль.
В 1806 году (30 мая) он окончил курс университета кандидатом медицины и в том же году, по распоряжению попечителя, был отправлен в Санкт-Петербург для слушания практических медицинских лекций известного лейб-медика Франка, но, не довольствуясь слушанием лекций, он по собственной инициативе работал в главном сухопутном военном госпитале. За это Ризенко получил лестный аттестат от Франка и от госпитальной конторы. В 1808 году он вернулся в Москву и был сделан врачом студентов и больных клинического института.
За сочинение по повивальному искусству 30 июня 1810 года он был награждён медалью. В этом же году В. П. Ризенко приступил к испытаниям на степень доктора медицины, причем прочёл три пробные лекции: 1) «De indicationibus instituendae amputationis membrorum in gangraena»; 2) «De indicationibus adhibendi opium»; 3) «De indicationibus adhibendi forcipem obstetriciam et contraindicationibus» и защитил диссертацию «De statu uteri humani dynamico normali et abnormali», после чего 1 марта 1810 года был признан доктором медицины и принят в экстраординарные члены физико-медицинского общества. В 1811 году (9 ноября) Ризенко получил звание адъюнкта и был избран секретарём совета врачебного отделения Московского университета, причём в последней должности он оставался 8 лет.
В 1814 году (6 июля) он стал экстраординарным профессором и начал читать в университете общую патологию, науку о детских и женских болезнях, а также — с 1817 года — повивальное искусство. В 1815 году, в актовой речи 2 июля, Ризенко произнес в торжественном университетском собрании своё сочинение: «De praecipuis noxiis pro oeconomia corporis humani ex perversa ratione oriundis». В ноябре 1817 года он поступил консультантом в Московскую больницу для бедных (впоследствии Мариинская), а 30 июля 1819 года был назначен ординарным профессором повивального искусства; 30 сентября 1825 года произведён в коллежские советники.
Имел ордена святого Владимира 4-й степени, пожалованный ему 17 марта 1820 года, и святой Анны 2-й степени — 2 апреля 1825 года; 29 ноября 1826 года, будучи уже тяжко болен, Ризенко получил пожалованную ему императрицей Марией Фёдоровной золотую табакерку. Одновременно с этим император Николай I разрешил ему годовой отпуск для поправления здоровья, с сохранением полного содержания, но ему не суждено было поправиться, так как болезнь быстро приняла очень опасный характер, и 11 января 1827 года Ризенко скончался, всего сорока с небольшим лет. По сообщению биографа во время болезни за профессором до самой его кончины ухаживали студенты. Кафедру Ризенко занял М. В. Рихтер.

## Сочинения
Из сочинений, которые написал он, многие были напечатаны в «Журнале Физико-Медицинского Общества» за 1811, 1812, 1814 и 1816 г.; другие вышли самостоятельным изданием; в 1821 г. он сам издал 3-ю часть «Журнала Физико-Медицинского Общества». Среди его сочинений:
1. перевод с немецкого Хр. Гуфеланда: «О существенных свойствах золотушной болезни и средствах узнавать и пользовать оную», М. 1807 г.; то же, изд. 2-е, M. 1821 г.; то же, изд. 3-е, М. 1857 г.
2. перевод с французского Тиссота и др.: «Советы для беременных женщин и правила, как поступать с новорожденными младенцами», М. 1808 г.; то же, 2-е изд., без перемен, M. 1849 г., без имени переводчика.
3. «De statu uteri humani dynamico normali et abnormali incitabilitate theoriae principiis fundata». Diss. inaug. 18 Januar. 811, M. 1811, 4°; разб. — «Russ. Samml. f. Nat. и. Heilkunde» 2-е Bd., 817, I, 166, «Allg. med. Ann.» d. H. 817, генв., 120.
4. «De praecipuis noxiis pro oeconomia corporis humani ex perversa ratione oriundis» — актовая речь 2 июля 1815 г. См. Речи, M. 1815 г., 4°; рец. — «Allg. med. Ann.» 815, декабрь, 822 и «Russ. Sammlung…», 814, IV, 654;
5. «О пользе травы digitalis purpureae при кровохаркании»; читано в Физико-Медицинском Обществе по-латыни в 1811;
6. «Речь в память профессора Политковского», читанная по-латыни в Физико-Медицинском Обществе 1812 г. — «Медицинский Физический Журнал», II, 177;
7. «Изнурительный пот умирающих», читано там же по-латыни в 1816 г.— там же III, 61;
8. «Обозрение старинных и новейших способов ртутных втираний и других врачебных средств против любострастной болезни», читано там же по-латыни в 1818 г.—там же III, 77;
9. издал 3-ю часть «Медицинского Физического Журнала», М. 1821, 8°, содержание:
  1. История Общества за 810 г., соч. Рейса, перевод студента П. Страхова;
  2. «О крике младенца в утробе матери», В. Рихтера, перевод П. Страхова;
  3. «Нервическая болезнь с припадками сомнамбулизма», Пфелера, перевод редактора;
  4. «Морковный сок при раке матки», Д. Левитского;
  5. «Изнурительный пот умирающего», Ризенко;
  6. «Новое лечение воспаления желудка», Буттера;
  7. «История употребления ртути в сифилисе», В. Ризенко;
  8. «Способ наружного рукоосязания в акушерстве», Д. Левитского;
  9. «Милларово удушье», А. Ловецкого;
  10. «Отсечение бедра», А. Петрова;
  11. «Медико-хирургические наблюдения», И. Клементовского;
  12. «Метеорологические наблюдения» в Москве с 1817 г.